# Bedford CA
Bedford CA – samochód dostawczo-osobowy klasy średniej produkowany pod brytyjską marką Bedford w latach 1952–1969.

## Historia i opis modelu

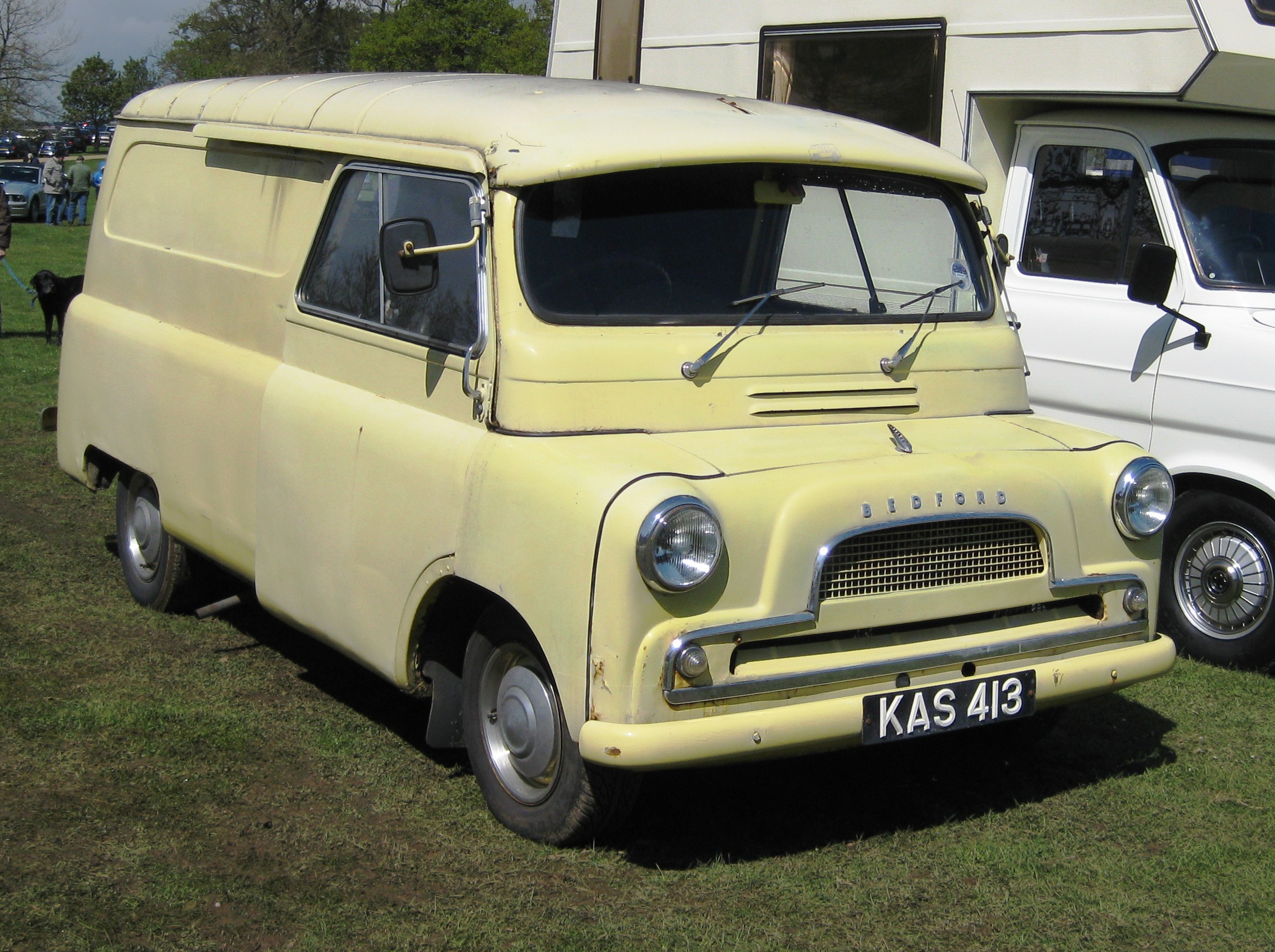
Bedford CA Panel Van

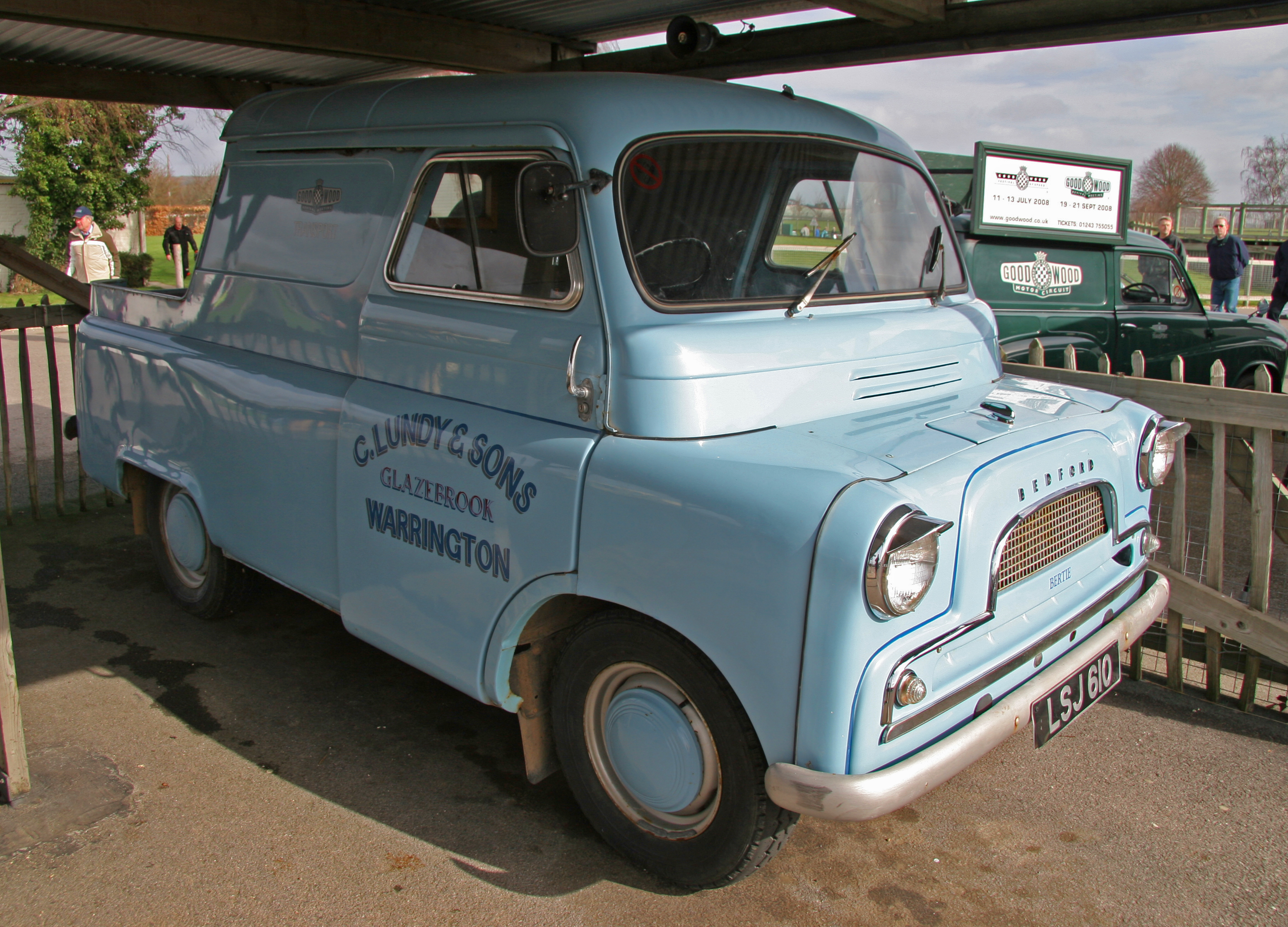
Bedford CA Pickup

Model CA pojawił się w ofercie Bedford jako duży pojazd samochód dostawczo-osobowy, oferowany w zależności od przeznaczenia jako przeszklony van lub kamper, a także zabudowany furgon lub pickup.
Bedford CA był produkowany nieprzerwanie przez 17 lat, jako pierwszy powojenny pojazd brytyjskiej marki o przeznaczeniu użytkowym. Zastąpił go model CF.

### Sprzedaż
Głównym rynkiem zbytu dla największego samochodu dostawczego w ofercie brytyjskiej firmy była rodzima Wielka Brytania, gdzie CA stanowiło konkurencję m.in. dla Forda Transita. Ponadto, Bedford CA był także wytwarzany z kierownicą po lewej stronie z myślą o imporcie do Kanady, gdzie oferowano go pod lokalną marką Envoy jako Envoy CA, stanowiąc uzupełnienie dla tamtejszej oferty samochodów osobowych konstrukcji Vauxhalla.

### Silniki
- L4 1.5l OHV
- L4 1.6l OHV